# Liuba Dimitriu
Liuba Dimitriu (născută Liuba Dimitrieva; n. 1 ianuarie 1901 în satul Ciucur-Mingir, județul Bender, Imperiul Rus – d. 22 martie 1930, Mănăstirea Văratec, Regatul României) a fost o poetă română din Basarabia, remarcată pentru sensibilitatea și profunzimea versurilor sale. Deși a avut o viață scurtă, creațiile ei au lăsat o amprentă semnificativă în literatura română.

## Biografie
Liuba Dimitriu s-a născut într-o familie mixtă: tatăl ei, Lazăr Dimitriev, era de origine bulgară și lucra ca funcționar la accizele statului, iar mama ei, Vasilisa, era grecoaică. După absolvirea Liceului din Comrat, s-a stabilit la Chișinău, unde a ocupat diverse funcții:
- Funcționară la Arhiepiscopia Chișinăului (1916)
- Translatoare la Primăria Chișinău (1919-1923)
- Angajată la Prefectura Poliției (1923-1930)

A început să scrie poezii la vârsta de 18 ani, manifestând un talent precoce și o profundă înțelegere a limbii române. Deși provenea dintr-o familie cu origini etnice diverse, Liuba Dimitriu se considera româncă și și-a românizat numele de familie în 1918.

## Opera
Singurul său volum de poezii, intitulat „Crinii Basarabiei”, a fost publicat postum în 1931, cu sprijinul Primăriei Municipiului Chișinău, care a fost promovat de Ovid Densusianu. Acest volum cuprinde poezii scrise între anii 1920 și 1930, în care autoarea abordează teme precum dragostea pentru Basarabia, frumusețea naturii și reflecții asupra condiției umane. Criticii literari au remarcat lirismul sensibil și profunzimea emoțională a versurilor sale. Poeziile sale sunt de tranziție de la epigonii eminescieni la poetica, sensibilitatea și mentalitatea modernistă.

## Moștenire și recunoaștere
Liuba Dimitriu s-a stins din viață la doar 29 de ani, răpusă de o boală incurabilă (ftizie), la Mănăstirea Văratic, în județul Neamț. A fost înmormântată în Cimitirul Central din Chișinău. În semn de omagiu, o stradă din Chișinău îi poartă numele, unde există și o placă memorială, iar gimnaziul din satul natal, Ciucur-Mingir, a fost denumit în onoarea sa.
„Poeziile ei, impregnate de accente de fierbinte iubire pentru Basarabia şi pentru România în genere, dovedesc că patriotismul nu este întotdeauna în funcţie de origină etnică, ci foarte adesea iubirea de ţară poate să fie şi mulţumirea cu locul în care naşterea l-a aşezat pe om.”—Alexandru Terziman despre Liuba Dimitriu în Viața Basarabiei, 1932.
De asemenea, în 2011, volumul „Crinii Basarabiei” a fost reeditat la Editura „Pontos”, prefațat de Aliona Grati, aducând astfel creația poetei în atenția noilor generații de cititori.
Liuba Dimitriu a fost supranumită „Crinul Basarabiei” datorită purității și delicateții poeziei sale. Deși a avut o viață scurtă, contribuția sa la literatura română rămâne valoroasă, iar versurile sale continuă să fie apreciate pentru sinceritatea și frumusețea lor.